# Idioterne
Idioterne (De idioten) is een Deense film uit 1998, geregisseerd door Lars von Trier.
Hij is gefilmd volgens de principes van het manifest van Dogma 95. Als tweede Dogma-film (na Festen van Thomas Vinterberg) staat de film bekend onder de naam Dogme #2. Het is het tweede deel van Von Triers Guldhjerte-trilogi (Golden Heart Trilogy), na Breaking the Waves (1996) en voor Dancer in the Dark (2000). De film bevat expliciete seksscènes en werd daarom in een aantal landen gecensureerd vertoond.

## Verhaal
De film gaat over een groep "antiburgerlijke" volwassenen die in een woongemeenschap wonen op het platteland op Lolland. Zij gaan op zoek naar hun "innerlijke idioot". Dit doen ze om te provoceren, door de gevestigde normen te doorbreken. Dat zorgt voor vreemde situaties, met name in openbare gelegenheden.
Karen, een vrouw van middelbare leeftijd, zit in haar eentje in een restaurant als ze twee schijnbaar geestelijk gehandicapte jongens ziet. Doordat die zich zo opvallend gedragen en op zo'n gestoorde wijze contact maken met de medegasten vraagt de ober hun begeleidster weg te gaan. Een van de twee mannen pakt Karens hand en laat niet meer los. Karen komt mee naar buiten, waar ze zonder veel tegenstribbelen ook nog met hen meegaat in een taxi. Hier komt ze erachter dat de geestelijke handicap van de mannen gespeeld is.
De mannen zijn deel van een groep van 11 mensen die zich in een huis hebben teruggetrokken en besloten hebben een woongemeenschap te vormen waarbij de leden rollen als geestelijk gehandicapte en oppasser afwisselen.
Volgens Stoffer, de ideoloog van de groep, gaat het erom de ’innerlijke idioot’ te bevrijden. De groepsleden hebben daarbij zo min mogelijk contact met het normale, burgerlijke leven. De groep leeft als een kleine anti-samenleving waar alle vrijheden (tot groepsseks aan toe) zijn toegestaan.
Ze leven in de Deense gemeente Søllerød, in een leegstaand landhuis van Stoffers oom. Het huis staat te koop en het is de bedoeling dat Stoffer het laat zien aan potentiële kopers. Hij spoort de groep aan met zo veel mogelijk overtuiging, geloofwaardig en agressief als idioot te spelen. De gemeente biedt ze een aanzienlijk bedrag aan als ze weggaan en de woongemeenschap ergens anders naartoe verhuizen.
Vanaf het voorval in het restaurant begeleidt Karen met een afstandelijke interesse de uitstapjes die de groep maakt en raakt langzaam meer geïntegreerd in de groep. Ze bezoeken een fabriek, een zwembad en proberen in de zomer te gaan skiën.
Nadat een meisje uit de groep tegen haar zin door haar vader naar huis gehaald wordt en de andere groepsleden dit praktisch zonder iets te doen hebben toegelaten, dreigt de groep uiteen te vallen. Stoffer besluit dan dat de overgebleven groepsleden zich nog meer moeten laten gaan, ook als ze in hun eentje zijn, tijdens het normale leven.
De persoon die aan de beurt is om de wereld in te gaan als idioot wordt door een spelletje flessendraaien bepaald. Een groepslid (Alex) weigert en verlaat als eerste de groep. Daarna komt de fles op een leraar, die het in zijn klas probeert, maar uiteindelijk toch niet de moed heeft om zijn ’innerlijke idioot’ helemaal naar buiten te laten, en hij neemt afstand van de groep. Als daardoor duidelijk wordt dat niemand de laatste stap durft te zetten, beginnen de groepsleden hun spullen te pakken en het huis te verlaten.
Karen wil het toch proberen en gaat met ondersteuning van een ander groepslid (Suzanne) naar haar familie. Karens moeder, de opa, de zussen en haar man schrikken zich kapot als ze haar zien, ze was twee weken vermist, er was zelfs al aangenomen dat ze overleden was. Suzanne komt erachter dat Karen en haar man net een zoon hebben verloren en dat de begrafenis een dag na haar verdwijning uit het restaurant heeft plaatsgevonden. Haar man zegt iets gemeens tegen Karen, waarop zij begint met het loslaten van haar innerlijke idioot. Ze krijgt een klap en verlaat samen met Suzanne het huis.

## Ontstaansgeschiedenis
Idioterne is na Thomas Vinterbergs Festen (1998) de tweede film die voortkwam uit het Dogma-95 manifest. Von Trier hield zich niet volledig aan de met Vinterberg, Kristian Levring en Søren Kragh-Jacobsen opgezette regels. Hij gebruikte voor de opnames wel handcamera’s, maar brak met de regels wat betreft draailocatie. Het draaiboek werd in vier dagen geschreven. Zonder het te herlezen ging Von Trier de productiefase in. Von Trier en de acteurs oefenden lang op intieme en 'donkere' gevoelstoestanden. Het filmmateriaal van meer dan 130 uur monteerde hij zo, dat er in elke scène zo veel mogelijk energie zou zitten. Von Trier wilde dat de acteurs zelf de hardcore seksscènes zouden spelen, maar die waren niet bereid zover te gaan. Daarom moesten ook pornoacteurs worden ingezet, tot ergernis van Von Trier. Hij beschouwde deze body doubles als rekwisieten, terwijl in regel 1 van het Dogma-manifest waarmee de film opent, wordt gesteld dat rekwisieten en decors niet mogen worden toegevoegd.

## Kritieken
De film ging op 20 mei 1998 in première op het filmfestival van Cannes en kreeg overwegend slechte kritieken.
Noorwegen gaf in augustus 1998 de film ongecensureerd uit, wat als revolutionair werd beschouwd, omdat er voor de eerste keer harde seks in de bioscopen vertoond werd.

## Prijzen
Idioterne heeft verschillende filmprijzen gekregen. De bekendste daarvan was op het Filmfestival van Cannes in 1998. Andere zijn de European Film Award (1998) en de Deense Bodil-prijs (1999).

## Rolverdeling
| Acteur                  | Personage                                        |
| ----------------------- | ------------------------------------------------ |
| Bodil Jørgensen         | Karen                                            |
| Jens Albinus            | Stoffer                                          |
| Anne Louise Hassing     | Susanne                                          |
| Troels Lyby             | Henrik                                           |
| Nikolaj Lie Kaas        | Jeppe                                            |
| Knud Romer Jørgensen    | Axel                                             |
| Louise Mieritz          | Josephine                                        |
| Trine Michelsen         | Nana                                             |
| Luis Mesonero           | Miguel                                           |
| Anne-Grethe Bjarup Riis | Katrin                                           |
| Henrik Prip             | Ped                                              |
| Paprika Steen           | Overklassekvinde ("Vrouw uit de betere kringen") |
| Michael Moritzen        | Mand fra kommunen (Man van de gemeente)          |